# Shadow mask

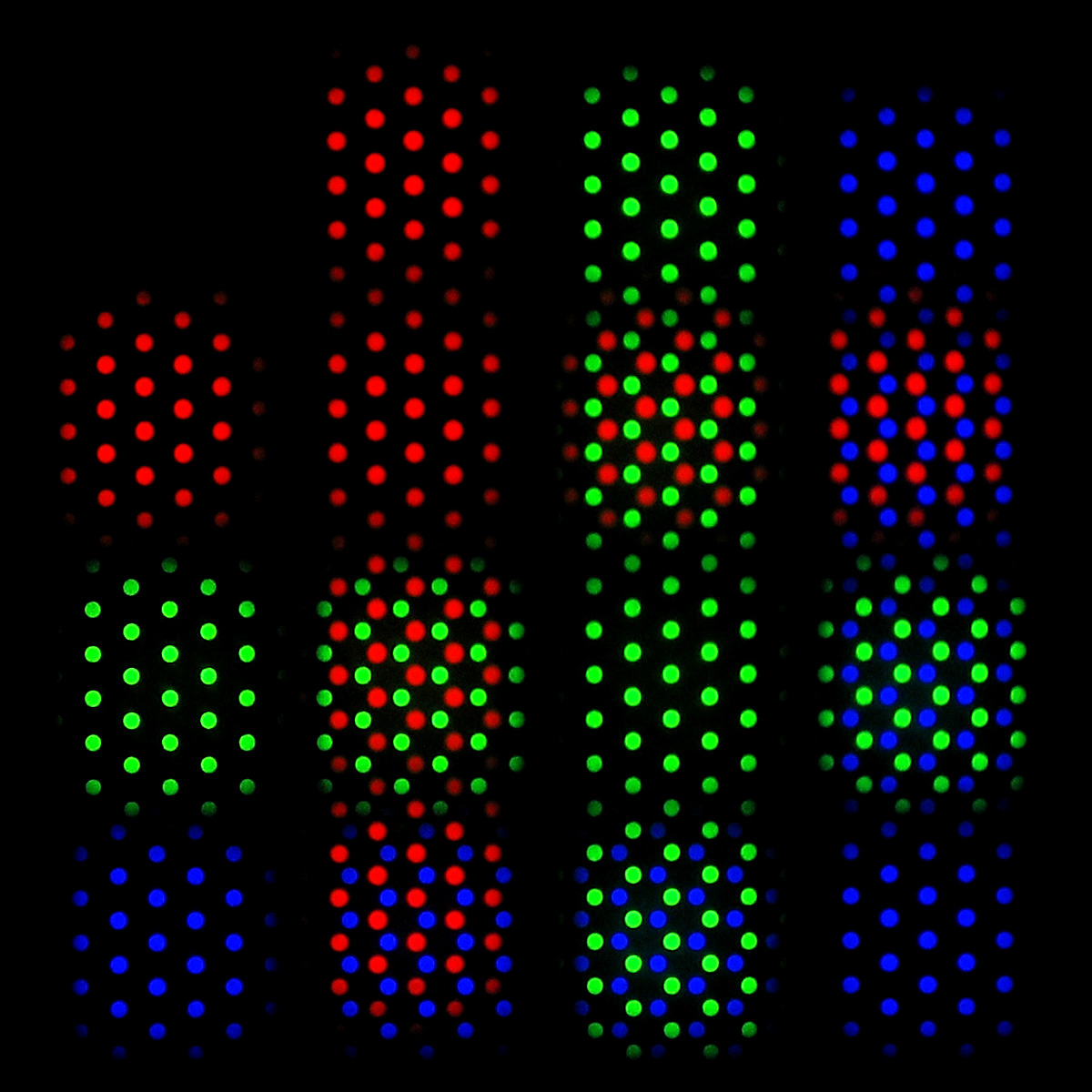
Vue de près d'un Shadow mask.

Un shadow mask est un élément d'un écran à tube cathodique — également appelé écran CRT, de l'anglais Cathode Ray Tube — permettant d'afficher des images en couleurs sur l'écran. C'est une plaque en métal percée de trous conçue de telle sorte que les flux d'électrons émis par les trois canons à électrons du tube cathodique ne puissent frapper la surface d'affichage qu'aux endroits où sont placés les points de phosphore rouges, verts et bleus.
Les premiers téléviseurs couleur utilisaient tous un shadow mask.